# Siphlonurus phyllis
Espèce
Siphlonurus phyllis est une espèce d'insectes de l'ordre des Ephemeroptera (les éphémères), de la famille des Siphlonuridae.

## Répartition géographique
On trouve cette espèce au Canada et dans le Nord des États-Unis.